# Renzo Melani
Renzo Melani (Fucecchio, 25 marzo 1941) è un dirigente sportivo, allenatore di calcio e calciatore italiano, di ruolo centrocampista.
È stato uno degli allenatori di calcio italiani più vittoriosi a livello di club di Serie C, essendosi aggiudicato cinque campionati. La sua carriera, prima come calciatore e poi come allenatore, dirigente e osservatore, dura dal 1964, rappresentando una delle più longeve carriere del mondo del calcio; è il più longevo tesserato della FIGC.

## Carriera

### Giocatore
Inizia la sua carriera nel mondo del calcio nel 1958 nel Fucecchio, proseguendo nel 1959 nel Cuoiopelli per poi approdare nel 1960 nel San Miniato.

### Allenatore

#### Inizi
Diplomato ISEF, dopo aver seguito e superato i corsi di terza e seconda categoria, consegue il Master di prima categoria per allenatori di calcio, iniziando giovanissimo (all'età di 22 anni) la carriera di allenatore.
Nel 1963 è all'Empoli come collaboratore del talent scout Mauro Franceschini, scomparso nel 1979.
Nel 1965, sempre nell'Empoli, è titolare della panchina delle squadre giovanili Allievi e Berretti per poi passare alle giovanili del Prato l'anno successivo.
Nei quattro anni trascorsi al Prato, oltre che allenare le giovanili, è chiamato anche alla guida della prima squadra 1968-1969.
Successivamente resta come allenatore in seconda di Enzo Bearzot di cui è stato l'unico vice allenatore nelle squadre di club da lui allenate.
Gli anni successivi vedono Renzo Melani allenatore nel 1970 della Primavera della SPAL, nel 1971 della Primavera del Genoa, per poi passare alle prime squadre di Pistoiese nel 1972, della Rondinella nel 1973 e 1974, del Viareggio nel 1975 e ancora della Rondinella dal 1975 al 1983.

#### Le vittorie
La stagione calcistica 1978-1979 è sancita con la vittoria del campionato di Serie D con la Rondinella con cui compie l'impresa anche l'anno successivo, nella stagione 1979-1980, vincendo anche il suo primo campionato in Serie C2 ottenendo due promozioni consecutive.
Nell'annata 1980-1981, a seguito della mancata assegnazione della vittoria del campionato dovuta a fattori extracalcistici, Melani e la Rondinella dovettero partecipare di nuovo al campionato di Serie C2 vincendolo nuovamente nella stagione 1981-1982: salgono così a tre le vittorie dei campionati per Melani, la sua seconda in Serie C2, sempre con la Rondinella, riportandola nella serie superiore e salvandola nella stagione 1982-1983.

#### Il campionato dei record
Nella stagione 1983-1984 siede sulla panchina del Livorno appena retrocesso in Serie C2, ed è proprio questo campionato che passerà alla storia come il campionato dei record. Il Livorno vince il campionato con nessuna sconfitta in 34 partite e 7 reti subite in tutta la stagione che permisero al portiere Grudina di battere per due volte il record di imbattibilità.
Segue l'anno successivo è sulla panchina del Mantova prima di iniziare il ciclo triennale dal 1985 al 1988 alla Lucchese con cui vince subito il campionato di Serie C2 ottenendo la promozione in Serie C1. Seguono due campionati in Serie C1.
Sono proprio in queste stagioni, prima con la Rondinella, poi con il Livorno ed infine con il Mantova, che Renzo Melani batté il record di partite consecutive senza sconfitte di Ilario Castagner, collezionando quarantacinque partite consecutive senza perderne neanche una, record in seguito superato da Fabio Capello con il Milan.
Nella stagione 1988-1989 siede sulla panchina dell'Alessandria che allenerà per due stagioni; anche qui vince subito il campionato, il sesto vinto in carriera ed il quinto in Serie C2, ottenendo la promozione nella serie superiore.
L'ultima stagione da allenatore, 1990-1991, prima di iniziare la carriera da dirigente, lo vede ancora sulla panchina del Livorno.

### Dirigente sportivo e osservatore internazionale
Dopo aver seguito e superato il corso per direttori sportivi, inizia una ventennale carriera da dirigente sportivo sempre in ambito calcistico.
L'inizio è un ritorno a Prato, città che lo vide agli albori della carriera da allenatore. Nelle tre stagioni come direttore sportivo dal 1991 al 1994 vince nel 1992-1993 il campionato di Serie C2. Seguono quattro stagioni come direttore sportivo dell'Alessandria in Serie C1.
Dal 1998 al 2002 torna in Toscana, alla Fiorentina, in cui ricopre il ruolo di responsabile del settore giovanile e collaboratore per la prima squadra, prima con Giovanni Trapattoni, poi con Roberto Mancini, ed è proprio con quest'ultimo nel 2002 che Melani fa parte dello staff tecnico con cui la Fiorentina vince la Coppa Italia.
Dopo il fallimento della Fiorentina, la stagione 2002-2003 lo vede dirigente ad Ancona in Serie B, come collaboratore in prima squadra dell'allenatore Luigi Simoni: i biancorossi vincono il campionato ottenendo la promozione in Serie A.
Nelle due stagioni successive ricopre la carica si osservatore internazionale per l'Empoli (2003-2005) per poi passare nel 2005 alla Juventus sempre con l'incarico di osservatore.
Seguiranno altre quattro stagioni alla Fiorentina della presidenza Della Valle come osservatore internazionale. Nella stagione 2010-2011 ha ricoperto ancora il ruolo di osservatore per il Bologna.

## Palmarès

### Club

#### Competizioni nazionali
- Serie C2: 2

Livorno: 1983-1984
Lucchese: 1985-1986